# Jean-Loup Amselle
Jean-Loup Amselle (Marsiglia, 1942) è un antropologo e africanista francese.
Formatosi in antropologia sociale e in etnologia, ha realizzato specifiche ricerche sul campo in Mali, in Costa d'Avorio e in Guinea. Il suo lavoro focalizza l'attenzione su temi quali l'etnicità ("L'invenzione dell'etnia", 2008), l'identità e l'ibridismo  ("Logiche meticce", 1999), ma anche sull'Africa e l'arte africana contemporanea, come sul multiculturalismo ("Vers un multiculturalisme français", 1996) e il postcolonialismo ("L'Occident décroché: enquête sur les postcolonialismes", 2008) e la subalternità. Nel 1998 ha diretto con Emmanuelle Sibeud un'opera consacrata a Maurice Delafosse, uno dei pionieri dell'etnografia africanista francese.
Attualmente è Directeur d'études presso l'École des Hautes Études en Sciences Sociales di Parigi e caporedattore della rivista internazionale "Cahiers d'études africaines" (pubblicata in lingua inglese e francese).
Il 18 ottobre 2010 riceve il Premio Cultura Mediterranea a Cosenza per la sua attività.

## Opere
- (dir.), Les migrations africaines : réseaux et processus migratoires, avec des contributions de Michel Aghassian, Jean-Loup Amselle, Mamadou Saliou Baldé, Michèle Fièloux, Paris, Éditions Maspero, « Dossiers africains », 1976.
- Les Négociants de la savane: histoire et organisation sociale des Kodoroko (Mali), Paris, Éditions Anthropos, 1977.
- (éd.), Le Sauvage à la mode, textes réunis et présentés par Jean-Loup Amselle (contributions de Marc Augé, Jean Copans, Jean-Claude Godin, Christian Deverre, etc.), Paris, Éditions le Sycomore, 1979.
- avec Elikia M'Bokolo (dir.), Au cœur de l'ethnie: ethnies, tribalisme et État en Afrique, Paris, La Découverte, 1985 ; rééd. 1999 «La Découverte-poche»; trad. it. 2008, L'invenzione dell'etnia, Roma, Meltemi Editore (Cerca su Google Books)
- Logiques métisses: anthropologie de l'identité en Afrique et ailleurs, Paris, Payot, « Bibliothèque scientifique Payot », 1990 ; rééd. 2ème éd. augm. Paris : Payot et Rivages, « Bibliothèque scientifique Payot », 1999; trad. it. 1999, Logiche meticce, Torino, Bollati Boringhieri (Cerca su Google Books)
- Vers un multiculturalisme français: l'empire de la coutume, Paris, Aubier, 1996; 2ème éd. Flammarion, « Champs », 2001.
- avec Emmanuelle Sibeud (dir.), Maurice Delafosse : entre orientalisme et ethnographie, l'itinéraire d'un africaniste, 1870-1926, Paris, Maisonneuve et Larose ; Abidjan, CEDA, « Raisons ethnologiques », 1998.
- Branchements : anthropologie de l'universalité des cultures, Paris, Flammarion, 2001; rééd. coll. « Champs », 2005; trad. it. 2001, "Connessioni: antropologia dell'universalità delle culture", Torino, Bollati Boringhieri (Cerca su Google Books)
- L'art de la friche : essai sur l'art africain contemporain, Paris, Flammarion, 2005; trad. it. 2007, "L'arte africana contemporanea", Torino, Bollati Boringhieri (Cerca su Google Books)
- L'Occident décroché : enquête sur les postcolonialismes, Paris, Stock, « Un ordre d'idées », 2008.
- Rétrovolutions, Paris, Stock, « Un ordre d'idées », 2010; trad. parz. it. 2012, "Contro il primitivismo", Torino, Bollati Boringhieri